# Paweł Chodniewicz
Paweł Chodniewicz (ur. 1 stycznia 1881 w Jacentowie, zm. prawdopodobnie na początku 1949 w Harbinie) – ksiądz katolicki obrządku łacińskiego, katecheta, działacz społeczny, w latach 1901–1923 związany z Petersburgiem. Na początku marca 1923 roku wyjechał wraz z innymi kapłanami i sufraganem mohylewskim Janem Cieplakiem do Moskwy. 10 marca 1923 roku został wraz z nimi aresztowany i oskarżony o „udział w kontrrewolucyjnej organizacji”, a następnie skazany przez sowiecki Trybunał Wojskowy w grupowej sprawie duchowieństwa katolickiego na 10 lat więzienia w izolacji. Karę odbywał w więzieniach: Lefortowskim i Sokolniczeskim w Moskwie.
Po ogromnych staraniach, w 1925 roku, wymieniony na komunistów, dzięki czemu mógł szczęśliwie wrócić do Polski. Był katechetą w Warszawie, a w latach 1927–1931 pracował jako misjonarz w USA. Po powrocie do Polski był rektorem i profesorem Instytutu Misyjnego i proboszczem kościoła pw. św. Jozafata w Lublinie. Po zamknięciu Instytutu zamieszkał od 1934 roku ponownie w Warszawie i pozostawał bez stałego miejsca pracy. W tym czasie działał duszpastersko – współpracując m.in. z Wincentą Jadwigą Jaroszewską. W 1937 r. z polecenia prymasa kardynała Augusta Hlonda (1881–1948) wyjechał do Harbina w Mandżurii (Chiny). Był proboszczem polskiej parafii pw. św. Stanisława (obecnie bazylika Najświętszego Serca Pana Jezusa) na tzw. Nowym Mieście. Ks. Chodniewicz odgrywał istotną rolę dla Kolonii Polskiej w Mandżurii. Po II wojnie światowej utrzymywał kontakty z emigracyjnym rządem RP na uchodźstwie.

## Życiorys

### Dzieciństwo i młodość
Paweł Chodniewicz urodził się 1 stycznia 1881 roku w Jacentowie (wg innych źródeł: miejscowość Jacentowa Radomska, w pow. iłżeckim gub. radomskiej, obecnie pow. opatowski w woj. świętokrzyskim). Przyszedł na świat w rodzinie mieszczańskiej, jako jedno z dwanaściorga dzieci Wincentego i Ludwiki z Juszczyków. Początkowo uczył się w domu, a następnie w szkole podstawowej w Wąchocku i w progimnazjum w Sandomierzu.
W 1901 r. ukończył seminarium duchowne w Sandomierzu i jako zdolny alumn został skierowany na studia do Rzymskokatolickiej Akademii Duchownej w Petersburgu. W 1904 roku przyjął święcenia kapłańskie z rąk metropolity mohylewskiego Jerzego Józefa Szembeka (1851–1905). Akademie duchowną ukończył jako magister w 1905 roku. 27 kwietnia 1905 roku po obronie dwóch obowiązkowych prac magisterskich: Evolutio historica doctrinae de superioritate concilii in Ecclesia exeunte XIV et ineunte XV ss. (Ewolucja historyczna nauki o wyższości soboru w Kościele na przełomie wieku XIV i XV) oraz О повести гр. А. Н. Толстого «Князь Серебрянный» (O powieści Tołstoja Książę srebrny), pracował w Petersburgu jako wikary prokatedry Wniebowzięcia NMP. Katechizował także w szkołach średnich.

### Posługa w Charkowie i Petersburgu
W 1906 roku przełożeni przenieśli go do Charkowa na stanowisko wikarego w miejscowej parafii z poleceniem oraz katechizowania w szkołach średnich. Pod koniec 1908 roku został ponownie skierowany przez władze duchowne do Petersburga. Był tam inspektorem i katechetą męskiego gimnazjum przy kościele św. Katarzyny.
Wiosną 1909 roku metropolita Wincenty Kluczyński, arcybiskup mohylewski, nominował Chodniewicza swoim kapelanem, którym był do 1911 roku, następnie do 1917 roku pełnił obowiązki wicekanclerza archidiecezji mohylewskiej i katechety w gimnazjum żeńskim przy kościele św. Katarzyny. W 1910 roku był przewodniczącym sekcji prasy katolickiej. Jego artykuły były drukowane m.in. w tygodniku „Pod Znakiem Krzyża”. Od listopada 1911 roku był również inspektorem Rzymskokatolickiego Seminarium Duchownego w Petersburgu, a następnie od roku 1918 do marca 1923 roku profesorem dogmatyki w tajnym seminarium. W tym też okresie (1913–1923) sprawował w Petersburgu posługę wikariusza przy kościele św. Katarzyny. Jednocześnie w okresie od listopada 1918 do marca 1922 roku był rektorem (maltańskiej) kaplicy Jana Chrzciciela do jej zamknięcia. W końcu został kanonikiem archidiecezji mohylewskiej.
Po 1918 roku Chodniewicz aktywnie współpracował z rosyjskimi grekokatolikami, np. poprzez odprawianie dla nich nabożeństw, głoszenie kazań w języku rosyjskim w kaplicy Maltańskiej oraz kościołach św. Stanisława i św. Katarzyny w Petersburgu. W latach 1919–1922 wraz z ks. Konstantym Budkiewiczem (1867–1923) organizował w różnych świątyniach miasta cieszące się dużą popularnością konferencje dla inteligencji po rosyjsku, w których brało też udział duchowieństwo prawosławne. Stworzył rosyjskojęzyczny chór, uczestniczący w nabożeństwach greckokatolickich przy kościele św. Katarzyny oraz katolicką bibliotekę i tzw. konferencję św. Wincentego à Paulo. Przy parafii św. Katarzyny kierował także polską biblioteką.
Kiedy zakazano prowadzenia lekcji religii w gimnazjum, razem z ks. Janem Wasilewskim (1885–1948) katechizował dzieci w swoim mieszkaniu lub w mieszkaniu swoich parafian. Organizował tajne komplety dla tych spośród uczniów, którzy zostali już wyrzuceni ze szkoły. W 1921 roku wyjeżdżał także z posługą duszpasterską do Peterhofu oraz Moskwy. Do momentu aresztowania w 1923 r. był pracownikiem mohylewskiego sądu biskupiego. W trakcie antykatolickiej kampanii po konfiskacie majątku kościelnego przez bolszewików, 24 czerwca 1922 roku, ks. Chodniewicz odmówił otwarcia tabernakulum w kościele św. Katarzyny i wezwał wiernych do obrony kościoła. 29 września 1920 roku w Petersburgu Wszechrosyjska Komisja Nadzwyczajna do Walki z Kontrrewolucją, Spekulacją i Nadużyciami Władzy (Czeka) przeprowadziła u niego przeszukanie, z którego spisano protokół.

### Proces w Moskwie i uwięzienie
Na początku marca 1923 roku opuścił Petersburg, w którym mieszkał prawie 20 lat, i wyjechał wraz z innymi kapłanami oraz bp. sufraganem mohylewskim Janem Cieplakiem (1857–1926) do Moskwy. 10 marca tegoż roku został razem z nimi aresztowany w grupowej sprawie duchowieństwa katolickiego. Oskarżany był o „udział w kontrrewolucyjnej organizacji w celu przeciwdziałania wprowadzenia w życie Dekretu o oddzieleniu Kościoła od państwa”. Sam proces wyreżyserowany na potrzeby zagranicznych obserwatorów zakrawał na farsę.

Ale jeśli w tych czasach możliwa była jakaś komedia, to mieszała się ona właśnie z absurdem i tragedią. Oto więźniowie, teraz już pilnie strzeżeni, przewożeni w konwoju i każdy pilnowany osobno, w sądzie podejmowani byli godnym arystokracji śniadaniem. Bez tej „ceremonii” nie rozpoczynano przesłuchań. Ta gra pozorów prowadzona była na użytek wielu zagranicznych dziennikarzy, którzy relacjonowali proces. Dla nich też wytwornie ubrana kobieta zastawiała stół. Wyglądać miało, że bolszewicy traktowali więźniów z kulturą. W przerwach obrad prowadzono oskarżonych na równie syty obiad. W sali, zagospodarowanej wyłącznie na ten proces, było około sześciuset miejsc. Dla krewnych oskarżonych wydano około dwudziestu przepustek. Resztę miejsc wypełniali członkowie organizacji partyjnych.

W trakcie procesu, który odbywał się od 21 do 25 marca, wykazał bezkompromisową postawę. Chodniewicz podczas procesu „mówił głosem bardzo podniesionym i ostrym i w sposób niesłychanie apodyktyczny, tak że Gałkina ośmieszył najzupełniej i dopiero Krylenko pospieszył mu z pomocą”. Księdza Budkiewicza i abpa Cieplaka skazano na karę śmierci, przy czym ostatecznie wykonano ją tylko na księdzu Budkiewiczu. Ks. Chodniewicz został skazany przez Trybunał Wojskowy na 10 lat więzienia w izolacji. Karę tę odbywał w więzieniach Lefortowskim i Sokolniczeskim w Moskwie.
1 lutego 1925 roku wraz z kilkoma innymi duchownymi ks. Paweł Chodniewicz na podstawie tzw. listy „208” został wymieniony na polskich komunistów i wyjechał do Polski

Niespodzianką okazało się wysłanie do Polski, na zasadzie wymiany za będących w polskim więzieniu komunistów, ks. Ejsmonta i ks. Chodniewicza. Od samego początku zabiegał o to Watykan, rząd Polski, władze angielskie i światowa opinia publiczna.

### Posługa w Polsce i działalność w USA
Po ogromnych staraniach, w 1925 roku, został wymieniony na komunistów, dzięki czemu mógł szczęśliwie wrócić z więzienia. Okres jego działalności w Polsce i w Stanach Zjednoczonych między 1925 a 1937 rokiem jest stosunkowo słabo opracowany w historiografii. Ze szczątkowych wzmianek wiadomo tylko, że był katechetą w Warszawie, a w latach 1927–1931 pracował w USA jako misjonarz. Po powrocie do Polski krótko był rektorem i profesorem Instytutu Misyjnego i proboszczem kościoła pw. św. Jozafata w Lublinie.
Po zamknięciu Instytutu zamieszkał od 1934 roku ponownie w Warszawie i pozostawał bez stałego miejsca pracy. W tym czasie działał m.in. współpracując m.in. z Wincentą Jadwigą Jaroszewską. Zapoznał się ze Stowarzyszeniem Samarytanek jeszcze w Lublinie w 1927 roku, czyli przed zatwierdzeniem zgromadzenia na prawie diecezjalnym (1932). Był przyjacielem zgromadzenia benedyktynek samarytanek, wykładowcą i spowiednikiem nowicjatu w Niegowie – Samarii. Do kaplicy sióstr samarytanek w szpitalu św. Józefa przy ul. Radziwiłowskiej 11 w Lublinie, ofiarował dużo sprzętów liturgicznych, a likwidując Instytut Misyjny w Lublinie w 1994 przekazał do Niegowa część swojej biblioteki, paramenty liturgiczne oraz dwa duże relikwiarze – z relikwiami św. Teresy od Dzieciątka Jezus i św. Jozafata męczennika.
W 1937 roku z polecenia prymasa Polski kardynała Augusta Hlonda (1881–1948) wyjechał do Harbina w Mandżurii (Chiny).

### Posługa w Harbinie i śmierć w 1949 roku
W 1937 roku ks. Chodniewicz wyjechał do Mandżurii i został mianowany proboszczem polskiej parafii pw. św. Stanisława w Harbinie (obecnie bazylika Najświętszego Serca Pana Jezusa).
Po 1945 roku Ks. Chodniewicz był przeciwnikiem uznania władz komunistycznych w Polsce oraz repatriacji harbińskich Polaków do kraju. W praktyce wyglądało to w ten sposób, że kiedy po II wojnie światowej polskie władze komunistyczne powołały w Mandżurii Radę Narodową Polaków, która z zamierzenia miała być jedynym organem uprawnionym do reprezentowania Polonii na zewnątrz, to plany te pokrzyżował ks. kanonik Paweł Chodniewicz – jako proboszcz parafii św. Stanisława w Harbinie i jako duchowy przywódca kolonii polskiej.
Zwolennikiem repatriacji Polaków do Polski i uznania władz komunistycznych był natomiast Kazimierz Krąkowski – przedwojenny działacz komunistyczny, związany z radzieckimi służbami specjalnymi. Przewodniczył grupie określającej się jako „postępowcy”, która szybko nawiązała kontakty zarówno z władzami wojskowymi, jak i z Konsulatem Generalnym ZSRR w Harbinie, a także z chińskimi komunistami, którzy przejęli kontrolę nad Mandżurią w 1946 roku po tym, jak Armia Czerwona wycofała się z tych terenów.
Wybory do nowego ciała przedstawicielskiego, jakim miała być Rada Narodowa Polaków w Mandżurii nie przebiegły w taki sposób, jakiego życzyli sobie „postępowcy”, ponieważ ks. Chodniewicz zorganizował akcję przedwyborczą, podczas której nawoływał do głosowania na ludzi sprawdzonych, nie na zwolenników Krąkowskiego. Tych ostatnich uważał za uzurpatorów, którzy przy poparciu radzieckich władz okupacyjnych, forsują program jak najszybszego wyjazdu Polaków do Polski. Nie należało się do tej akcji dołączać, gdyż zdaniem ks. Chodniewicza nowy twór państwowy na ziemiach polskich był organizmem całkowicie zależnym od Moskwy i wręcz marionetkowym. Argumenty Chodniewicza znajdowały posłuch wśród Polonii.
Według opinii Jarosława Neja (IPN) Krąkowski słusznie uważał Chodniewicza za trudnego przeciwnika. Podobno Krąkowski miał nawet zamiar „odizolowania siłą” proboszcza od reszty Polonii. Zadanie to mieli rzekomo wykonać chińscy komuniści. Ostatecznie jednak Krąkowski zrezygnował z tego pomysłu. Wiedziano, że akcja tego typu zniechęciłaby tylko społeczność polską. Chodniewicz nawoływał także do bojkotu obchodów drugiej rocznicy Manifestu Lipcowego. Nazywał to święto „bolszewickim”.
Ks. Paweł Chodniewicz późną jesienią 1947 r. przeżył atak apopleksji (wylew krwi do mózgu), w wyniku którego stracił władzę w nogach i od tego momentu nie brał już czynnego udziału w życiu publicznym i nie miał wpływu na rozgrywające się wydarzenia. Ostatnia polska organizacja niezależna od komunistów, jaką był Związek Młodzieży Polskiej, rozpadła się – nie mając już silnego oparcia, jakim dotąd mógł służyć proboszcz parafii św. Stanisława.
Ks. Chodniewicz zmarł w Harbinie na początku 1949 roku. W ten sposób po pokonaniu opozycji „postępowcy” mogli spokojnie przystąpić do realizacji lansowanych przez siebie haseł. Przede wszystkim rozpoczęto przygotowania do repatriacji.

## Literatura
Jolanta Załęczny. Polacy w Harbinie w zbiorach Muzeum Niepodległości w Warszawie. „Wrocławskie Studia Wschodnie”. 17, s. 79–94, 2013. Wrocław: Wydawnictwo Uniwersytetu Wrocławskiego. ISSN 1429-4168. OCLC 999109950.